# Westfalenflagge
Die heute als Westfalenflagge bekannte Flagge wurde für die preußische Provinz Westfalen am 22. Oktober 1882 eingeführt und wurde offiziell bis zum 15. September 1935 geführt.

## Beschreibung
Die Westfalenflagge besteht aus zwei gleich großen horizontalen Streifen in den Landesfarben Weiß und Rot und ähnelt damit der polnischen und thüringischen Flagge. Die Farbgebung leitet sich vom westfälischen Wappen ab.

## Geschichte

### Grün-Weiß-Schwarz

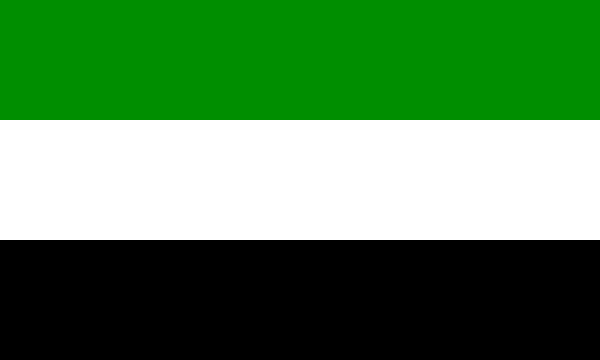
Die westfälische Trikolore der couleur tragenden westfälischen, studentischen Korporationen

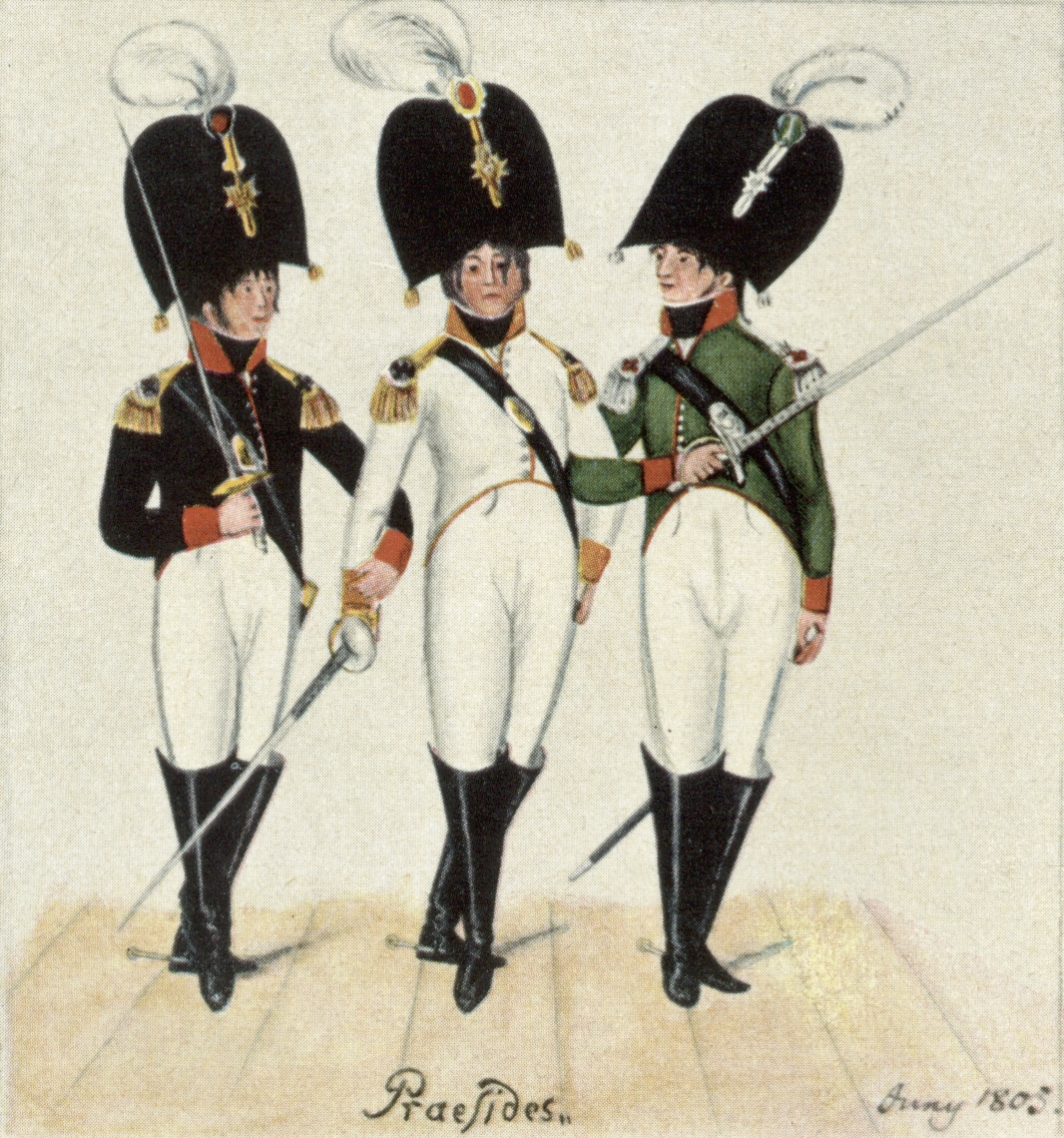
Chargierte der Kränzchen in Frankfurt an der Oder 1805, links (schwarzer Frack) Schlesier, Mitte (weißer Frack) Märker, rechts (grüner Frack) Preuße

1794 beteiligten sich Mitglieder des Corps Guestphalia Halle an der Stiftung des Corps Guestphalia Erlangen, was eine landsmannschaftliche Kartellbeziehung zwischen beiden Corps begründete, dem sich 1795 das Corps Guestphalia Jena anschloss. Damit war der Grundstein für das sogenannte „Westfalenkartell“ gelegt, welches 1799 auf dem Kartelltag in Halle gegründet wurde (Das Kartell bestand bis 1820; gleichnamige Corps der Universitäten Würzburg, Göttingen und Bonn stießen im Verlauf hinzu). Dort beschlossen die Vertreter der westfälischen Kränzchen die Einführung einer einheitlichen Couleur in der Trikolore grün-schwarz-weiß, die seit 1822 in der Reihenfolge grün-weiß-schwarz getragen wurde.
Diese Farbkombination wurde von Renoncen westfälischer Corps an den meisten deutschen Universitäten übernommen und ist auch noch heute in Gebrauch, so bei den Corps Guestphalia in Berlin, Bonn, Erlangen, Greifswald, Halle, Heidelberg (bis 1935), Göttingen, Jena, Würzburg sowie Marko-Guestphalia Aachen; teilweise finden sie sich auch in anderen Korporationsverbänden, wie z. B. (Landsmannschaft Guestphalia Braunschweig, Turnerschaft Guestphalia Breslau oder die AV Guestfalia Tübingen).
Im öffentlichen Bewusstsein herrschte bald die Meinung vor, dass es sich um offizielle Farben der Provinz handle, und so wurden die Farben auch von anderen westfälischen Vereinigungen und Körperschaften übernommen, bei Festen und offiziellen Anlässen entsprechend geflaggt. Zur Verbreitung dieser Überzeugung trugen auch die großen westfälischen Erinnerungsfeste bei, die zwischen 1819 und 1830 unter der Leitung des Landrichters Friedrich Wilhelm Rautert an verschiedenen Orten Westfalens stattfanden. Auf diesen Zusammenkünften wurden die grün-weiß-schwarzen Farben groß herausgestellt.
1880 brachte Roger Wilmans, von 1854 bis 1881 als Direktor und Geheimer Archivrat des Staatsarchivs in Münster von Berlin aus im Zuge der beabsichtigten Neuregelung der preußischen Provinzialfarben mit der Erforschung der historischen Grundlage für die vermeintlichen Provinzialfarben grün-weiß-schwarz beauftragt, Klarheit. Er stellte fest, dass die Farben auf keinem staatlichen Verleihungsakt oder sonst amtlichen Anordnungen beruhten, sondern sich aus studentischen Farben nach und nach zur Landesfarbe entwickelt hätten.
Dennoch sind in Westfalen noch heute, etwa bei Schützen- und Sportvereinen, Studentenverbindungen, Kreisen und Kommunen das Grün-Weiß-Schwarz, wie auch umgekehrt, waagerecht oder senkrecht noch weit verbreitet.

### Weiß-Blau

Königreich Westphalen, 1807 bis 1813

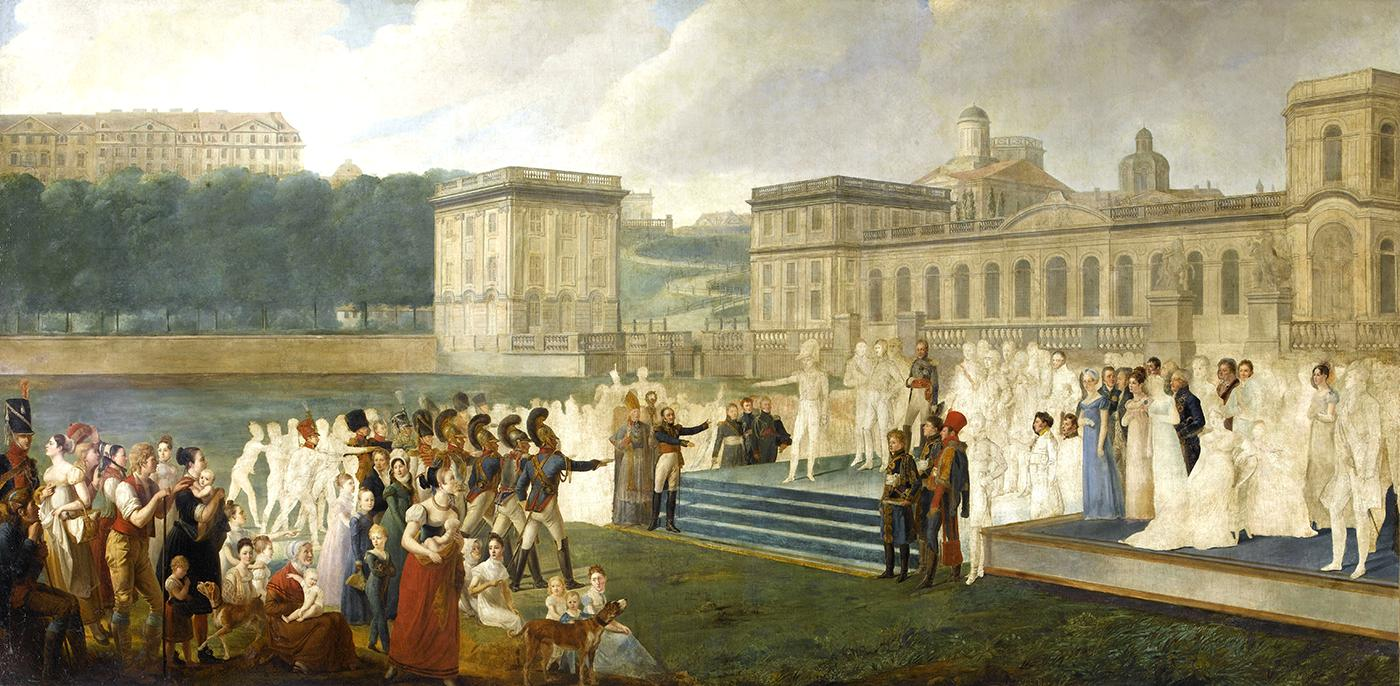
Der Schwur auf die Flagge Westfalens vor der Orangerie geleistet von Jérôme Bonaparte nach dem Gemälde von Louis Dupré (unvollendet 1807)

Nachdem Charles-Maurice de Talleyrand-Périgord am 6. Juni 1807 von Napoleon Bonaparte mit dem Entwurf der Symbole des Königreichs Westphalen beauftragt worden war, soll der französische Kaiser über das Wappen des Königreichs Westphalen als eine „ménagerie“ – im übertragenen Sinne als Tierpark oder Zoo – geurteilt haben. Talleyrand hat sich bemüht, im Wappen die Wappentiere aller, zum Teil voneinander grundverschiedener Teile des bunt zusammengefügten Königreichs zu integrieren. Stellvertretend für die ehemaligen Herrschaften und Teilstaaten sind somit ein Pferd, ein Adler sowie acht Löwen und Leoparden verschiedener Couleur enthalten. Im Gegensatz dazu ist die Flagge abstrakten und erinnert an keinen Vorgängerstaat. Von 1807 bis 1813 führte das Königreich Westphalen diese unter Jérôme Bonaparte als Hoheitssymbol mit zwei horizontalen Streifen in Weiß und Blau ein. Es wird angenommen, dass die Bicolore eine verkleinerte Version der Trikolore Frankreichs ist. Das Königreich Westphalen wurde am 7. Dezember 1807 von Napoléon Bonaparte ausgerufen, per königlichem Dekret seine Konstitution bekannt gemacht und der Eintritt in den Rheinbund geregelt. Am gleichen Tag traf Jêrôme mit seinem glänzenden Hofstaat auf der Wilhelmshöhe in Kassel ein, das von nun an Napoleonshöhe genannt wurde. Er trat seine Herrschaft mit einem Schwur auf die neue westfälische Flagge an. Louis Dupré hat den Moment in seinem unvollendeten Gemälde festgehalten. Jêrôme schwört vor Offizieren und den Großen des Landes öffentlich auf den Treppenstufen des Schlosses Wilhelmshöhe. Doch die Herrschaft des „König Lustig“, wie ihn seine neuen westfälischen Untertanen zu nennen pflegen, währt nicht lang. Nach der Völkerschlacht bei Leipzig (1813) löste sich das Königreich Westphalen auf. Am 28. September 1813 standen Kosaken vor Kassel, die am 1. Oktober unter Alexander Tschernyschow die Stadt einnahmen und das Königreich für aufgelöst erklärten. Als die Stadt nach nur vier Tagen von den Kosaken verlassen worden war, wurde sie erneut von französischen Truppen besetzt und Jérôme kehrte am 16. Oktober letztmals zurück, um Kassel zehn Tage später endgültig zu räumen. Wenig später rückten der kurhessische Kurprinz Wilhelm und ein russisches Korps in die Stadt ein. Mit dem Einzug von Kurfürst Wilhelm I., der erst am 21. November erfolgte, wurde schließlich die Restauration eingeleitet.

### Weiß-Rot

Flagge des Landschaftsverbands Westfalen-Lippe

Da sich das Kaiserreich reserviert bei der Übernahme von studentischen wie auch bei den französischen Farben zeigte, wurde, ähnlich wie bei Schwarz-Weiß-Rot, eine neue Fahne anstelle der überlieferten erdacht. Dabei wurde das alte Landeswappen mit dem Sachsenross, ein steigendes weißes (silbernes) Ross auf rotem Grund, als bestimmend angesehen. Es wird aber auch vermutet, dass die hansische Tradition Westfalens damit ausgedrückt wird. Mit Erlass vom 22. Oktober 1882 wurde die weiß-rote Fahne eingeführt, in gegensätzlicher Farbanordnung zur Flagge Brandenburgs.
Am 15. September 1935 wurde die Flagge durch das Reichsflaggengesetz offiziell abgeschafft. Nach dem Zweiten Weltkrieg wurden alle Symbole der nationalsozialistischen Diktatur von den Siegermächten verboten. Der Oberpräsident von Westfalen, Rudolf Amelunxen beschloss am 21. Dezember 1945, das alte westfälische Wappen zur Verwendung als Siegel einzuführen. Gleichzeitig wurde die Benutzung der alten Provinzflagge wieder erlaubt. Das Wappen wurde nun allerdings in die Gösch der Flagge eingefügt. Bis zur Schaffung des Landes Nordrhein-Westfalen 1946 wurde die Flagge verwendet. Schlussendlich hat sich aus der Westfalenflagge, mit den Farben Weiß-Rot und der Flagge der Rheinprovinz mit den Farben Grün-Weiß, die Flagge Nordrhein-Westfalens entwickelt, mit den Farben Grün-Weiß-Rot.
Der Landschaftsverband Westfalen-Lippe verwendet die Westfalenflagge seit 1986 in Verbindung mit und ohne westfälischem Wappen im Zentrum.